# O rany, nic się nie stało!!!
O rany, nic się nie stało!!! – polska komedia z roku 1987 kręcona w Milanówku, Raciążu i Kępie koło Sochocina.

## Obsada
- Bożena Miller-Małecka − Krystyna Bukałówna – siostra Jacka
- Wojciech Malajkat − Jacek Bukała
- Janusz Leśniewski − Roberto Rojas (Kubańczyk)
- Tomasz Taraszkiewicz − Łukasz Burski – tłumacz Kubańczyka
- Ewa Guryn − Kasia – dziewczyna Jacka
- Elżbieta Kępińska − Kazimiera Bukałowa – matka Krysi i Jacka
- Kazimierz Kaczor − Władysław Bukała – komendant straży pożarnej – ojciec Krysi i Jacka
- Jacek Kawalec − "Banan" – członek zespołu Jacka
- Krzysztof Zaleski − dyrektor szkoły
- Monika Świtaj − Aśka